# Parabaculum pendleburyi
Parabaculum pendleburyi är en insektsart som beskrevs av Brock 1999. Parabaculum pendleburyi ingår i släktet Parabaculum och familjen Phasmatidae. Inga underarter finns listade i Catalogue of Life.